# Reaktor chłodzony gazem

Schemat rdzenia zaawansowanego reaktora chłodzonego gazem, AGR.
1. Kanały prętów
2. Pręty kontrolne
3. Moderator grafitowy
4. Zestawy paliwowe
5. Zbiornik ciśnieniowy i osłona
6. Pompy obiegu chłodziwa
7. Woda
8. Pompa obiegu wtórnego
9. Wymiennik ciepła, zwarty w zbiorniku ciśnieniowym
10. Para wodna

Reaktor chłodzony gazem (ang. gas cooled reactor, GCR; advanced gas cooled reactor, AGR) – rodzaj reaktora jądrowego, w którym czynnikiem chłodzącym jest gaz (dwutlenek węgla, hel, powietrze), a rolę moderatora spełnia grafit.
Pierwszą generację reaktorów gazowych stanowiły brytyjskie Magnox i francuskie UNGG. Ponieważ nie odniosły one spodziewanego sukcesu eksportowego, obecnie są wycofywane z użycia. W Wielkiej Brytanii zostały wyparte przez reaktory AGR, tj. reaktory gazowe II generacji, a we Francji zastąpiły je reaktory wodne ciśnieniowe (PWR).